# Mühlenbeispiel
Das Mühlenbeispiel (selten auch Mühlengleichnis genannt) stammt von Gottfried Wilhelm Leibniz (1646–1716), der es in seiner 1714 erschienenen Monadologie im § 17 aufführt. Leibniz versucht damit zu widerlegen, die Perzeption resp. die gedankliche Verarbeitung des Wahrgenommenen als Teil des Bewusstseins sei durch Betrachtung der Details im Gehirn zu erklären.
„Man muß übrigens notwendig zugestehen, daß die Perzeption und das, was von ihr abhängt, aus mechanischen Gründen, d. h. aus Figuren und Bewegungen, nicht erklärbar ist. Denkt man sich etwa eine Maschine, die so beschaffen wäre, daß sie denken, empfinden und perzipieren könnte, so kann man sie sich derart proportional vergrößert vorstellen, daß man in sie wie in eine Mühle eintreten könnte. Dies vorausgesetzt, wird man bei der Besichtigung ihres Inneren nichts weiter als einzelne Teile finden, die einander stoßen, niemals aber etwas, woraus eine Perzeption zu erklären wäre.“ – Monadologie, § 17.
Die Metapher mit der Mechanik der Mühle muss im Kontext der damaligen Zeit mit dem Aufkommen der Automatenbauer gesehen werden, in der die elektrochemischen Grundlagen des Gehirns noch nicht einmal ansatzweise bekannt waren.

## Sinnbild
„Nehmen wir einmal an, sinnierte Leibniz, der Mensch sei tatsächlich bis in seine letzten Bestandteile hinein eine Maschine. Er sei eine Mühle, die denkt. Leibniz stellte sich in einem Gedankenexperiment vor, wir könnten in die Mühle eintreten. Werden wir auf der Suche nach dem Denken, nach dem Geist fündig? Nein, sagte Leibniz, wir sehen Bestandteile des ganzen Mühlegetriebes, wie sie sich drehen, stossen, ziehen, allein der Geist, das Denken, bleibt uns verborgen. Das Gleichnis sagt klugerweise nicht, was Geist ist, sondern nur, was er nicht ist.“

## Rezeption des Mühlenbeispiels
Das Mühlenbeispiel wird auch noch heute herangezogen, wenn argumentiert wird, dass man den Menschen nicht mit einem Computer vergleichen könne.
Andererseits vergleichen Vertreter der sogenannten harten Künstlichen Intelligenz wie Ray Kurzweil die Mechanismen des Gehirns mit Methoden und Algorithmen, die durchaus verstanden und nachgeahmt werden können wie die Mechanik einer Mühle.
„Dabei könnte uns gerade die Geschichte eine Lektion in kritischer Vorsicht erteilen. Bedauerlicherweise wird immer noch das Bild der Automatenbauer des 18. Jahrhunderts als naive Mechanisten und Materialisten kolportiert. Sie waren freilich nicht so naiv, die Schwierigkeiten ihrer mechanistischen Betrachtungsweise zu unterschätzen. Obwohl sie sich darum bemühten, die Physiologie möglichst naturgetreu zu rekonstruieren, waren sie sich der – nicht bloss technischen, sondern der philosophischen – Begrenztheit ihrer Versuche durchaus bewusst. Sie nahmen ihre Artefakte zum Anlass, darüber nachzudenken, was denn das Leben gegenüber der Maschine auszeichne, wenn die Maschine immer mehr Lebensprozesse simulieren kann.“